# 明暦の大火

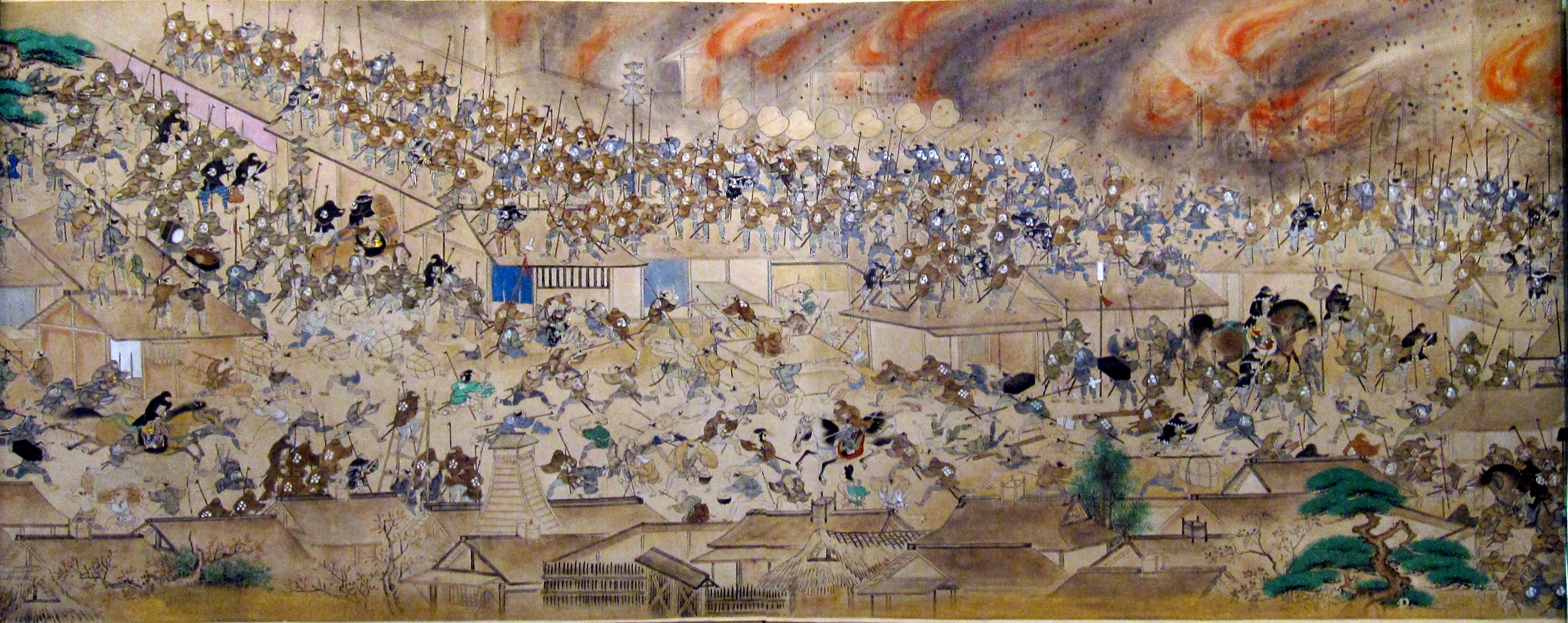
明暦の大火を描いた田代幸春画『江戸火事図巻』（文化11年/1814年）

明暦の大火（めいれきのたいか）は、明暦3年1月18日から20日（1657年3月2日 - 4日）までに江戸の大半を焼いた大火災。かつてはこの年の干支から丁酉火事（ひのととりのかじ）、出火の状況から振袖火事（ふりそでかじ）、火元の地名から丸山火事（まるやまかじ）などとも呼んだ。

## 概要

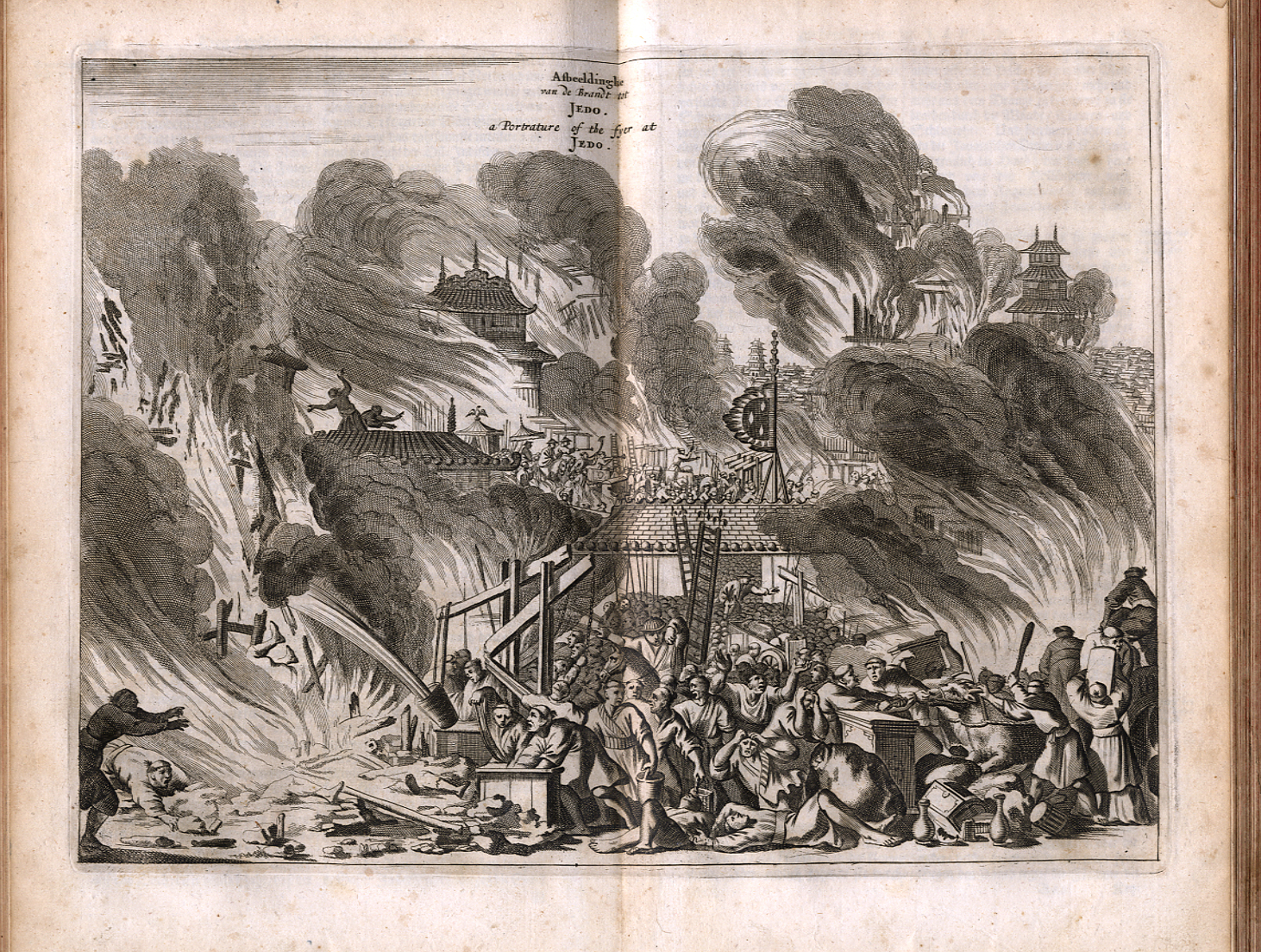
アルノルドス・モンタヌスの『東インド会社遣日使節紀行』（1669年）の挿絵にある明暦の大火

明和の大火・文化の大火と共に江戸三大大火と呼ぶが、明暦の大火における被害は延焼面積・死者ともに江戸時代最大であることから、江戸三大大火の筆頭としても挙げられる。
外堀以内のほぼ全域、天守を含む江戸城や多数の大名屋敷、市街地の大半を焼失し、死者数については諸説あるが3万から10万と記録されている。この大火で焼失した江戸城天守閣は、再建する意見があったが、幕閣の重鎮であった保科正之が資金を市街の復興に充てるとする意見を主張し、これが採用されたため、再建されることはなかった。そして、現在に至るまで江戸城天守閣は復元も含めて再建されていない。
関東大震災・東京大空襲などの戦禍・震災を除くと日本史上最大の火災であり、ローマ大火・ロンドン大火と共に世界三大大火に含まれる場合もある。

## 状況

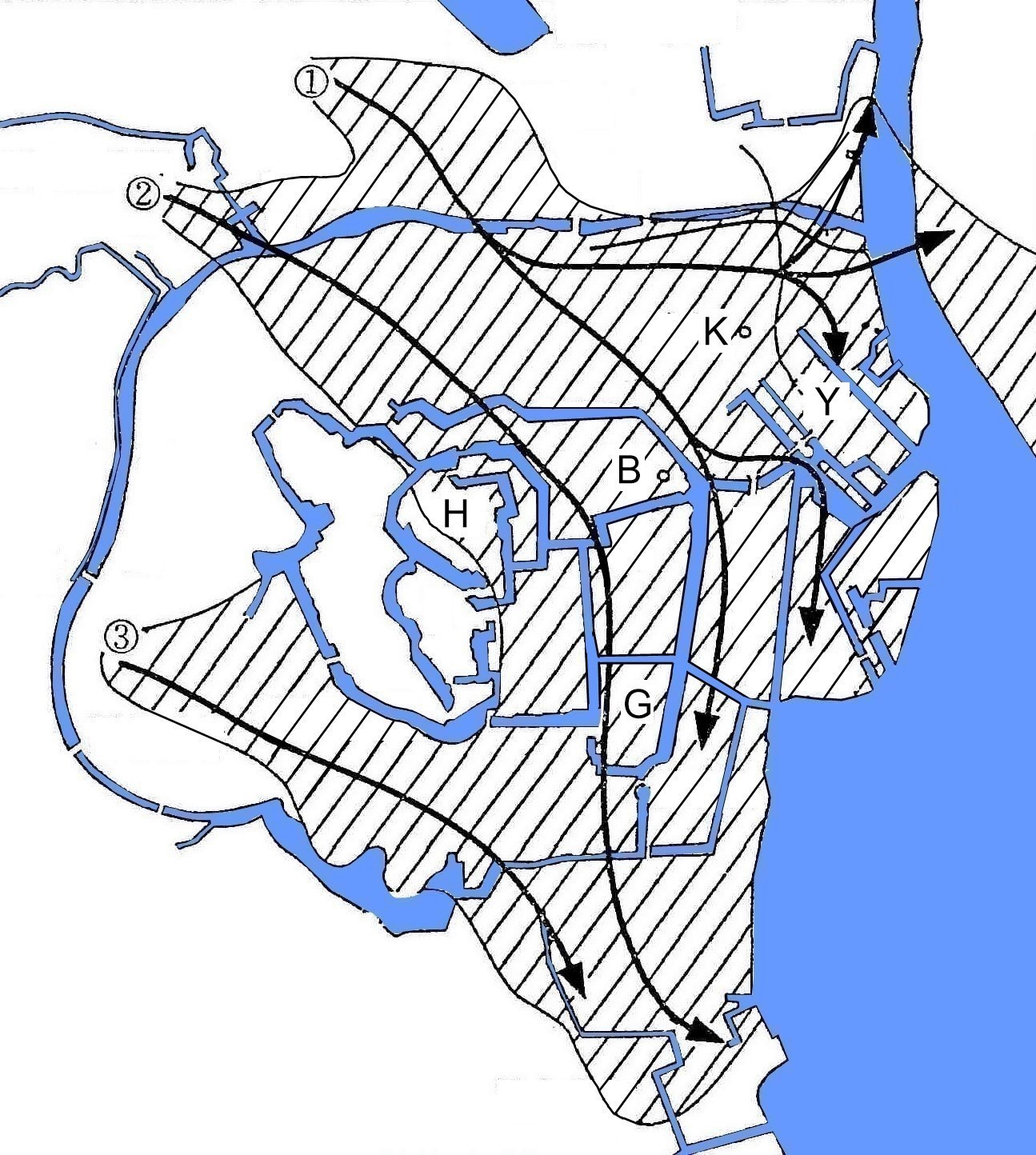
明暦の大火の焼失地域。①は1月18日の出火地点・本郷丸山本妙寺、②は1月19日の出火地点・小石川伝通院表門下、③は1月19日の出火地点・麹町。

この火災の特記すべき点は火元が1か所ではなく、本郷・小石川・麹町の3か所から連続的に発生した点である。ひとつ目の火災が終息しようとしているところへ次の火災が発生し、結果的に江戸市街の6割、家康開府以来古い密集した市街地全てが焼き尽くされた。
このことは、のちに語られる2つの放火説の有力な根拠のひとつとなっている。

### 記録

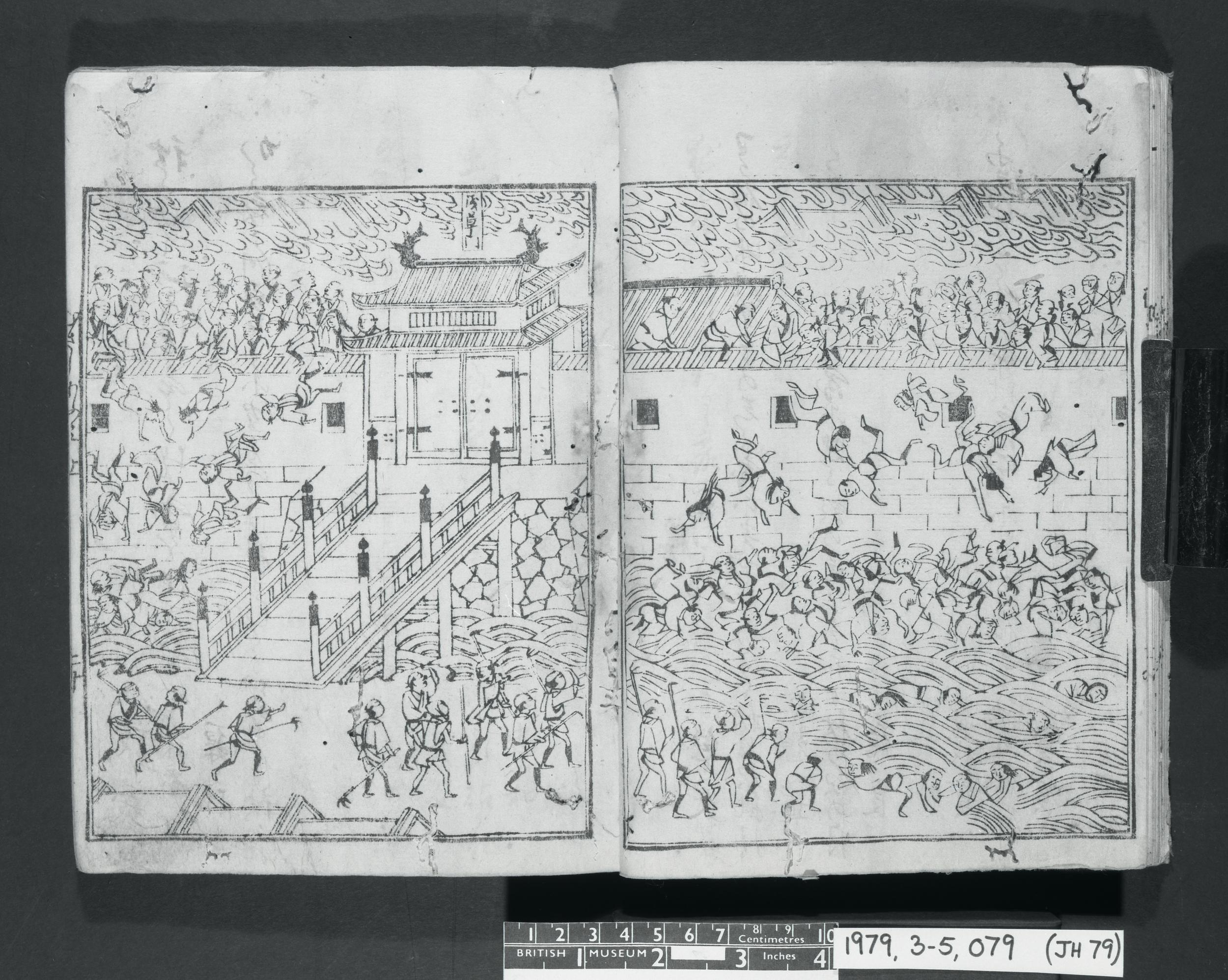
『むさしあぶみ』より、明暦の大火当時の浅草門。牢獄から解放された罪人達を「集団脱走している」と誤解した役人が閉門したので逃げ場を失った多数の避難民が炎に巻かれ、塀を乗り越えた末に堀に落ちていく状況。

当時の様子を記録した『むさしあぶみ』は、火災発生の当時について
としており、火事の様相を
などと記録している。

### 経過
3回の出火の経過は以下のようであったと考えられている。
1. 1月18日未の刻（14時ごろ）、本郷丸山の本妙寺より出火。神田、京橋方面に燃え広がり、隅田川対岸にまで及ぶ。霊巌寺で炎に追い詰められた1万人近くの避難民が死亡、浅草橋では脱獄の誤報を信じた役人が門を閉ざしたことで逃げ場を失った2万人以上が死亡。
2. 1月19日巳の刻（10時ごろ）、小石川伝通院表門下、新鷹匠町の大番衆与力の宿所より出火。飯田橋から九段一帯に延焼し、江戸城は天守を含む大半が焼失。
3. 1月19日申の刻（16時ごろ）、麹町5丁目の在家より出火。南東方面へ延焼し、新橋の海岸に至って鎮火。

## 復旧
火災後、身元不明の遺体は幕府が本所牛島新田に船で運び埋葬し、供養のため現在の回向院が建立された。また幕府は米倉からの備蓄米放出、食糧の配給、材木や米の価格統制、武士・町人を問わない復興資金援助を行った。松平信綱は合議制の先例を廃して老中首座の権限を強行し、1人で諸大名の参勤交代停止および早期帰国（人口統制）などの施策を行い、災害復旧に力を注いだ。松平信綱は米相場の高騰を見越して、幕府の金を旗本らに時価の倍の救済金として渡した。それを受けて、地方の商人が江戸で大きな利益を得られるとして米を江戸に送り、幕府が直接に商人から必要数の米を買いつけて府内に送ったため、府内に米が充満して米価も下がった。
この大火を契機に江戸の都市改造が行われ、御三家の屋敷が江戸城外に転出するとともに、それに伴って武家屋敷・大名屋敷、寺社が移転した。また、市区改正が行われるとともに、防衛のため千住大橋だけであった隅田川の架橋（両国橋や永代橋など）が行われ、隅田川東岸に深川など市街地が拡大されるとともに、吉祥寺や下連雀など郊外への移住も進んだ。
さらに防災への取り組みも行われ、火除地や延焼を遮断する防火線として広小路が設置された。現在でも上野広小路などの地名が残っている。幕府は防火のための建築規制を施行し、耐火建築として土蔵造や瓦葺屋根を奨励した。
しかし、その後も板葺き板壁の町屋は多く残り、「火事と喧嘩は江戸の花」と言われる通り、江戸は以降もしばしば大火に見舞われた。事実、翌年の明暦4年1月10日（1658年2月12日）には再び本郷から神田・日本橋一帯を焼く火災に見舞われている。

## 出火原因

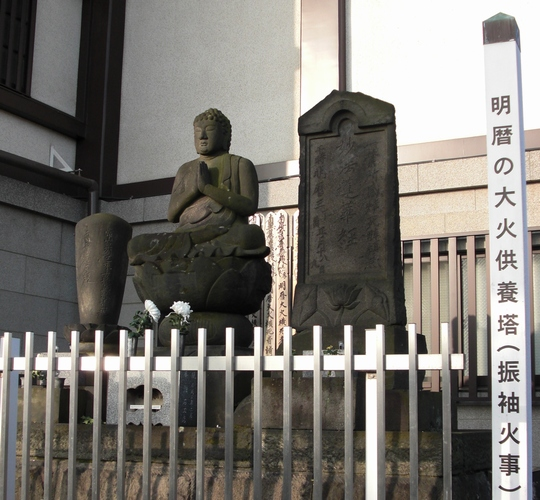
明暦の大火供養塔（東京都豊島区巣鴨・本妙寺）

出火原因は放火説と失火説があるが、現在も特定されていない。

### 本妙寺失火説
本妙寺の失火が原因とする説は、以下のような伝承に基づく。この伝承は大火後まもなくの時期に唱えられており、矢田挿雲が細かく取材して著し、小泉八雲も登場人物名を替えた小説を著している。
お江戸・麻布の裕福な質屋・遠州屋の娘・梅乃（数え17歳）は、本郷の本妙寺に母と墓参りに行ったその帰り、上野の山ですれ違った寺の小姓らしき美少年に一目惚れ。ぼうっと彼の後ろ姿を見送り、母に声をかけられて正気にもどり、赤面して下を向く。梅乃はこの日から寝ても覚めても彼のことが忘れられず、恋の病か、食欲もなくし寝込んでしまう。名も身元も知れぬ方ならばせめてもと、案じる両親に彼が着ていたのと同じ、荒磯と菊柄の振袖を作ってもらい、その振袖をかき抱いては彼の面影を思い焦がれる日々だった。しかし痛ましくも病は悪化、梅乃は若い盛りの命を散らす。両親は葬礼の日、せめてもの供養にと娘の棺に生前愛した形見の振袖をかけてやった。
当時、棺にかけられた遺品などは寺男たちがもらっていいことになっていた。この振袖は本妙寺の寺男によって転売され、上野の町娘・きの（16歳）のものとなる。ところがこの娘もしばらくして病で亡くなり、振袖は彼女の棺にかけられて、奇しくも梅乃の命日にまた本妙寺に持ち込まれた。寺男たちは再度それを売り、振袖は別の町娘・いく（16歳）の手に渡る。ところがこの娘もほどなく病気になって死去、振袖はまたも棺にかけられ、本妙寺に運び込まれてきた。
さすがに寺男たちも因縁を感じ、住職は問題の振袖を寺で焼いて供養することにした。住職が読経しながら護摩の火の中に振袖を投げこむと、にわかに北方から一陣の狂風が吹きおこり、裾に火のついた振袖は人が立ち上がったような姿で空に舞い上がり、寺の軒先に舞い落ちて火を移した。たちまち大屋根を覆った紅蓮の炎は突風に煽られ、一陣は湯島六丁目方面、一団は駿河台へと燃えひろがり、ついには江戸の町を焼き尽くす大火となった。
このことから、この伝承は前述の振袖火事の別名の由来にもなっている。しかし、同時代の浅井了意は大火を取材してこれを「作り話」と結論づけている。

### 幕府放火説
江戸の都市改造を実行するため、幕府が放火したとする説。
当時の江戸は急速な発展による人口の増加にともない、住居の過密化をはじめ、衛生環境の悪化による疫病の流行、連日のように殺人事件が発生するほどに治安が悪化するなど都市機能が限界に達しており、もはや軍事優先の都市計画ではどうにもならないところまで来ていた。しかし、都市改造には住民の説得や立ち退きに対する補償などが大きな障壁となっていた。そこで幕府は大火を起こして江戸市街を焼け野原にしてしまえば都市改造が一気にできるようになると考えたのだという。江戸の冬はたいてい北西の風が吹くため放火計画は立てやすかったと思われる。実際に大火後の江戸では都市改造が行われている。しかし先述のように、幕府側も火災で被害を受けており、江戸城にまで大きな被害が及んだため、幕府放火説には疑問が存在する。

### 本妙寺火元引受説
本来、火元は老中・阿部忠秋の屋敷だった。しかし「火元は老中屋敷」と露見すると幕府の威信が失墜してしまうため、幕府が要請して「阿部邸に隣接する本妙寺が火元」ということにして、上記のような話を広めたとする説。
これは、火元であるはずの本妙寺が大火後も取り潰しにあわなかったどころか、元の場所に再建を許されたうえに触頭にまで取り立てられ、大火前より大きな寺院となり、さらに大正時代にいたるまで阿部家が多額の供養料を年ごとに奉納していることなどを論拠としている。江戸幕府廃止後、本妙寺は「本妙寺火元引受説」を主張している。

## 影響

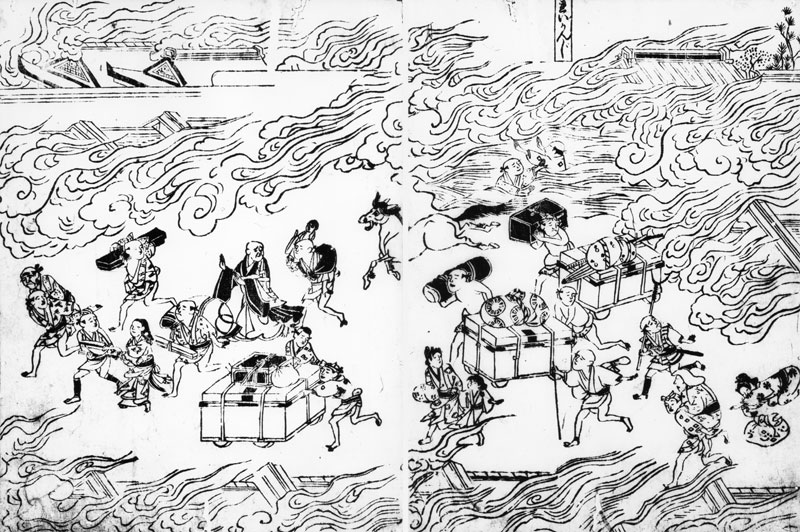
『むさしあぶみ』より。車長持に荷物を満載して避難する人々

- 大奥ではこれ以前は髪を結い上げることがなく安土桃山時代と同様の垂髪だったが、これ以降は一般武家や町人と同様に日本髪を結うようになった。
- 大奥女中らが表御殿の様子がわからず出口を見失って大事に至らないように、松平信綱は畳一畳分を道敷として裏返しに敷かせて退路の目印（避難誘導路）とし、そのあとに大奥御殿に入って「将軍家（家綱）は西の丸に渡御されたゆえ、諸道具は捨て置いて裏返した畳の通りに退出されよ」と下知して大奥女中を無事に避難させた。
- 多数の民衆が避難する際、下に車輪のついた長持(車長持)で家財道具を運び出そうとしたことで交通渋滞が発生、死者数の増大の一因となったことから、以後、車長持の製造販売が三都で禁止された。
- この大火の際、小伝馬町の伝馬町牢屋敷には150から300人ほどの囚人が収監されていたが、牢屋の炎上も時間の問題となった。牢屋の鍵は町奉行が管理しており、奉行所から何の通達もなかったことから、囚人たちが焼け死ぬのは必定であった。牢屋奉行の石出帯刀吉深は焼死を免れない囚人たちを憐れみ、独断で牢屋の鍵を壊し、囚人たちを集めて「この大火が収まったら必ず戻ってこい。もし、この機に乗じて雲隠れする者がいれば、地の果てまでも追い詰めて、その者のみならず一族郎党まで成敗する。だが、素直に戻れば、たとえ死罪の者でも、自分の命に代えても助けてみせよう」と申し渡し、囚人たちを逃がした。囚人たちは涙を流して吉深に感謝し、後日、全員が牢に戻ってきた。吉深は「たとえ囚人とはいえ、彼らは立派に義に報いてみせた。このような義理堅い者たちを、みすみす殺してしまうのは国の損失である」と幕閣に囚人たちの助命嘆願をし、幕府も吉深の意見を容れて囚人たちの刑を減免した。以後、緊急時に囚人たちを一時的に釈放する「切り放ち」が制度化され、江戸時代に計15回の切り放ちが行われた。
- 当時74歳だった儒学者・林羅山は、この大火で自邸と書庫が焼失して衝撃を受け4日後に死去した。
- 当時、江戸に参府していたオランダ商館長（カピタン）ツァハリアス・ヴァグナー一行も大火に遭遇した。1979年5月10日のテレビ番組『歴史への招待』で「八百八町炎上す」と題して江戸の火事を放送した翌日、視聴者からこの一行の1人が描いたとみられる「1657年、江戸の大火」と題する水彩画が提供された[10]。
- 将軍家の家宝で天下三肩衝のひとつ・楢柴肩衝がこの大火で破損し修繕されたが、まもなく所在不明になっている。
- 明暦の大火ではその被害にもかかわらず、朝廷では災害防止の祈祷が行われず、翌年1月の大火を受ける形で同年3月5日になって初めて内裏紫宸殿において江戸の火災を受けた災害祈祷が行われていることから、このことが幕府の怒りを買って後西天皇の退位につながったとする説がある[11]。
- 台東区の田原町駅近辺にある仏壇通りは、幕府がこの一件の後に寺院を一所に集め、それに伴って神仏具専門店が集まったことでできた専門店街である[12]。

## 題材にした作品
- 魔界転生 (1981年の映画) - 魔界衆の企みで明暦の大火が発生したという物語になっている[13]。
- 銭形平次捕物控 -「火の呪い」において火災の一部が慶安の変において処刑をまぬがれた由井正雪の残党による放火だったという設定になっている。
- 異戦 大坂の陣 - 舞台は慶長期だが、大坂方の策略による江戸炎上シーンが本妙寺出火説を元にしたものになっている。
- 吉原御免状 - 隆慶一郎による小説。舞台となる新吉原形成の発端について、幕府黒幕説および本妙寺火元引受説を採用している。
- 明暦火炎秘図 - 堀和久による小説。将軍の元御側だった隠居老人(中根正盛)が、江戸の街づくりを計画的に行うことと不逞浪人らを殺害するために大火をおこしたという設定になっている。
- The Fire Kimono（英語版） - アメリカの推理小説作家ローラ・ジョー・ローランド（英語版）による時代物ミステリー「佐野一郎シリーズ」第13作目。舞台は元禄期だが、この大火に紛れて行われた殺人事件の調査が主題となっている。
- 秘録 首斬り館 〜逐電屋藤兵衛〜 - 1989年に発売されたMSX2用のアドベンチャーゲーム。
- 剣樹抄 - 冲方丁による小説。徳川光圀が隠密組織「拾人衆」とともに明暦の大火を引き起こした火付け一味を追う設定になっている。
- 江戸一新 - 門井慶喜による小説。老中・松平信綱による大火後の首都再建が描かれている。

## 参考資料
- 森下雄治・山﨑正史「江戸の主要防火政策に関する研究 －享保から慶応までの防火環境とその変遷について－」『地域安全学会論文集』№19、地域安全学会、2013年、1-11頁。
- 坂巻, 甲太、黒木, 喬『『むさしあぶみ』校注と研究』桜楓社、1988年4月。ISBN 4273022273。
- 黒木喬『明暦の大火』講談社〈講談社現代新書, 491〉、1977年12月。 NCID BN03373961。
- 西山松之助編 編『江戸町人の研究』 第5巻、吉川弘文館、1978年。 NCID BN02398708。全国書誌番号:79001812。
- 『歴史への招待8』日本放送出版協会、1980年10月。
- 「明暦大火焼失 柳営御道具・刀剣目録」『茶書研究　第7号』宮帯出版社、2018年。
- 岩本馨『明暦の大火「都市改造」という神話』歴史文化ライブラリー　吉川弘文館、2021年9月。ISBN　9784642059329